# 黄瑜 (明朝宦官)
黄瑜（1433年—1502年）， 福建延平人，成化时期的尚膳监太监。

## 生平
宣德八年（1433年），出生。
景泰二年（1451年），进入宫廷，后升任长随。
天顺元年（1457年），明英宗复辟，奉命侍奉太子朱见深。
天顺八年（1464年），担任奉御。10月，晋升巾帽局右副使。
成化元年（1465年），晋升巾帽局左副使。
成化二年（1466年），晋升巾帽局佥押。
成化九年（1473年），晋升巾帽局大使。
成化十六年（1480年），转任尚膳监右少监。
成化十七年（1481年），晋升尚膳监左少监。
成化十八年（1482年），晋升尚膳监太监，任然署理巾帽局事务。
弘治元年（1488年），任命为巾帽局掌印太监。
弘治十五年（1502年），去世，享年70岁。

## 亲属
- 黄臣（侄）
- 黄斌（孙）
- 黄铎（义子）
- 黄住（义子）